# Stephen Elop
Stephen Elop (sinh ngày 31 tháng 12 năm 1963 tại Canada) là Phó chủ tịch điều hành của Microsoft Thiết bị & Dịch vụ đơn vị kinh doanh 's cho đến ngày 17 tháng 6 năm 2015. Trong quá khứ ông đã từng làm việc tại Nokia (ông là CEO đầu tiên không đến từ Phần Lan, quê hương của công ty Nokia) và sau đó là Phó chủ tịch, thiết bị và dịch vụ, cũng như người đứng đầu bộ phận kinh doanh của Microsoft, như là COO của Juniper Networks, là chủ tịch của lĩnh vực hoạt động trên toàn thế giới tại Adobe Systems, ở một số vị trí cấp cao trong Macromedia và như CIO tại Boston Chicken 

## Cuộc sống cá nhân
Elop đã được sinh ra tại Ancaster, Ontario, Canada. Trong thời gian rảnh rỗi của mình, ông là một thí điểm giải trí avid. Ông đệ đơn ly dị từ vợ Nancy Elop, người mà ông có năm người con, bốn cô gái (bao gồm cả ba) và một cậu bé

## Giáo dục
Từ năm 1981, Elop đã nghiên cứu kỹ thuật máy tính và quản lý tại Đại học McMaster, Hamilton, Ontario, tốt nghiệp thứ hai trong lớp học của mình với bằng cử nhân vào năm 1986. Trong thời gian đó ông đã giúp đặt 22 km cáp Ethernet xung quanh khuôn viên để tạo ra một trong những mạng Internet đầu tiên ở Canada

## Sự nghiệp

### Trước khi Nokia
Elop là một giám đốc tư vấn cho Tổng Công ty Phát triển Lotus trước khi trở thành CIO cho Boston Chicken vào năm 1992,  đã đệ đơn xin phá sản Chương 11vào năm 1998.Trong cùng năm đó, ông tham gia Macromedia Web 's / IT bộ phận và làm việc tại các công ty trong bảy năm,nơi ông đã giữ nhiều chức vụ cao cấp, bao gồm cả giám đốc điều hành từ tháng 1 năm 2005 cho ba tháng trước khi thu hồi của họ bởi Adobe Systems đã được công bố vào tháng 4 năm 2005. 
Sau đó ông chủ tịch của lĩnh vực hoạt động trên toàn thế giới tại Adobe, đấu thầu từ chức vào tháng 6 năm 2006 và để lại vào tháng Mười Hai, sau đó ông làCOO của Juniper Networks cho đúng một năm từ tháng 1 năm 2007 - 2008. 
Từ tháng 1 năm 2008 đến tháng 9 năm 2010, Elop đã làm việc cho Microsoft là người đứng đầu của bộ phận kinh doanh, chịu trách nhiệm về Microsoft Office vàMicrosoft Dynamics dòng sản phẩm, và như là một thành viên của đội ngũ lãnh đạo cấp cao của công ty. Đó là trong thời gian này mà Bộ phận kinh doanh của Microsoft phát hành Office 2010.

### Giám đốc điều hành của Nokia
Vào tháng 9 năm 2010, Elop tiếp nhận vị trí Giám đốc điều hành của Nokia, thay thế Olli-Pekka Kallasvuo, và trở thành giám đốc không Phần Lan đầu tiên trong lịch sử của Nokia. Ngày ngày 11 Tháng Ba 2011 Nokia thông báo rằng họ đã trả Elop một khoản tiền 6.000.000 $, "bồi thường thu nhập bị mất từ công việc trước đây của ông," trên đầu trang của 1.400.000 $ tiền lương hàng năm của ông. 
Trong nhiệm kỳ của Elop, doanh thu hàng năm của Nokia đã giảm 40% so với EUR 41,7 tỷ đồng mỗi năm để EUR 25,3 tỷ đồng mỗi năm. Lợi nhuận của Nokia giảm 92% so với EUR 2,4 tỷ đồng mỗi năm để EUR 188 triệu mỗi năm. Bán điện thoại Nokia đã giảm 40% từ 456 triệu đơn vị mỗi năm đến 274 triệu chiếc mỗi năm. Giá cổ phiếu Nokia mà là tại EUR 7.12 vào ngày Elop đã được thuê, đã giảm 81% xuống mức đáy của EUR 1,44 hai năm sau đó, sau đó nó bắt đầu giao dịch ở mức 4,14 EUR, tăng 36% trong ngày. Thành công Elop của đàm phán việc bán đấu tranh thiết bị di động kinh doanh của Nokia với Microsoft đã được mô tả bởi nhiều nhà phân tích chứng khoán như một thắng lợi đáng kể cho cổ đông NOK, đặc biệt là khi xem trong bối cảnh của những nỗ lực không thành công của Blackberry hay HP để đảm bảo giá trị cho doanh nghiệp thiết bị cầm tay được sở hữu bởi những người các công ty.

### "Nền tảng Burning" memo
Sau khi gia nhập Nokia, Elop đã ban hành một bản ghi nhớ nội bộ công ty tiêu đề "Burning Platform"  mà đã bị rò rỉ cho báo chí.  Các bản ghi nhớ so sánh năm 2010 tình hình của Nokia trong điện thoại thông minh trên thị trường cho một người đứng trên một đốt giàn khoan dầu (" nền tảng "là một tham chiếu đến tên được đặt cho các hệ điều hành như Symbian, Apple iOS và Google Android). Theo một số trong các phương tiện truyền thông, các bản ghi nhớ đã được xem như là một lời cảnh tỉnh cho Nokia, trong khi Hội đồng quản trị của Nokia đã nhìn thấy các bản ghi nhớ như là hành động của sự xét đoán sai và Chủ tịch Jorma Ollila đã cho ý kiến phản hồi cay đắng cho nó tại một cuộc họp Hội đồng quản trị.

### Chiến lược Windows Phone
Vào tháng 2 năm 2011, Elop đã chính thức công bố chiến lược mới cho Nokia, trong đó bao gồm việc ngừng cả hai hệ điều hành điện thoại di động trong nhà của họ, thay đổi chiến lược điện thoại thông minh của mình để của Microsoft Windows Phone. Pha-ra của Symbian đã được thực hiện trong những năm tiếp theo, hy vọng nó sẽ được hoàn tất vào năm 2016, nhưng thực sự hoàn thành vào tháng 1 năm 2014, và kế hoạch cho bất kỳ thiết bị MeeGo ngoài Nokia N9 đã được loại bỏ. Nokia Windows Phone điện thoại thông minh đầu tiên xuất xưởng vào tháng 10 năm 2011, Nokia Lumia 800, đã được thực hiện trong các hình thức của một thiết kế thiết bị tương tự giống nhau (chỉ có một nút camera bổ sung được thêm) cho Nokia N9, điện thoại di động MeeGo đầu tiên.
Trong một cuộc phỏng vấn được tổ chức vào cuối năm 2012 Elop đã nêu lý do cho việc chuyển sang Windows thay vì Android: "... Từ quan trọng nhất là" sự khác biệt 'Bước vào môi trường Android cuối năm, chúng tôi biết chúng tôi sẽ có một thời gian khó phân biệt " . Tuy nhiên, vào thời điểm đó Nokia đã bắt đầu reweighing lựa chọn của mình và tại Đại hội di động thế giới tổ chức tại tháng 2 năm 2014 Stephen Elop mất sân khấu để công bố điện thoại Android đầu tiên của Nokia, Nokia X.
Trong nhiệm kỳ của mình, Elop phải đối mặt với những lời chỉ trích giọng hát của cả hai chuyên gia ngành công nghiệp và người lao động. Năm 2011, Elop đã công bố rằng một số 11.000 nhân viên sẽ phải được đặt ra như là một phần của một kế hoạch để "tái cơ cấu" của Nokia kinh doanh, và trong tháng 6 năm 2012 nó đã được thông báo rằng hơn 10.000 sa thải là hợp lệ và các một số cơ sở đã có thể bị đóng cửa do cắt giảm ngân sách. Một số nhà phê bình, đặc biệt là ở Phần Lan, bắt đầu suy đoán rằng Elop có thể là một con ngựa Trojan, có nhiệm vụ là để chuẩn bị cho một Nokia mua lại trong tương lai của Microsoft. Khi phải đối mặt với các lý thuyết của một tham dự viên vô danh của 2011 Mobile World Congress, Elop từ chối đầu cơ nói: "Câu trả lời hiển nhiên là, không có. Nhưng tuy nhiên, tôi rất nhạy cảm với những nhận thức và sự ngượng ngùng của tình hình đó. Chúng tôi chắc chắn rằng đội ngũ quản lý toàn bộ đã tham gia vào quá trình [...] tất cả mọi người về quản lý nhóm tin này là quyết định đúng ", ám chỉ Nokia của việc áp dụng các hệ điều hành điện thoại của Microsoft Windows. 
Trong cuốn sách The chối và mùa thu của Nokia, tác giả David J. Cord vững bác bỏ ý tưởng rằng Elop là một Trojan Horse. Ông tuyên bố rằng tất cả các quyết định của Elop là hợp lý khi họ đã được thực hiện, và ông cũng trích dẫn lời khai của giám đốc điều hành Nokia khác, những người đã là một phần của các quy trình ra quyết định

### Mua lại bởi Microsoft
Trong tháng 5 năm 2013, sau hai năm rằng ông đã được cấp cho việc chuyển đổi sang nền tảng Windows Phone, Elop đã ép của các cổ đông của Nokia về việc thiếu kết quả so với các đối thủ cạnh tranh và những con số doanh thu không đủ để đảm bảo sự sống còn của công ty. Trong cuộc họp thường niên, một số cổ đông lên tiếng rằng họ đã hết kiên nhẫn với những nỗ lực Elop của Nokia trong việc đưa trở lại cuộc đua smartphone. Elop đã trả lời rằng không có quay trở lại quyết định của mình trong việc áp dụng Windows Phone, trong khi một số nhà phân tích chỉ trích Elop cho đóng cửa để các chiến lược thay thế và đi tất cả trong hệ điều hành của Microsoft. Một số nhà phân tích cho rằng Nokia đã mất trong cuộc đua điện thoại thông minh Samsung và Apple, và rằng nếu họ đã lấy lại vị thế của mình trên thị trường, nó sẽ có được bằng các phương tiện của các thiết bị cấp thấp như Asha. 
Vào tháng 6 năm 2013, nó đã được báo cáo rằng Microsoft đã từng đến các cuộc đàm phán cấp cao cho mua Nokia, nhưng các cuộc đàm phán đã ấp úng hơn giá và lo lắng về vị trí của thị trường sụt giảm của Nokia. Tính đến tháng 6 năm 2013, điện thoại di động thị phần điện thoại của Nokia đã giảm từ 23 %  đến 15%, thị phần điện thoại thông minh của họ đã biến mất từ 32,6% đến 3,3%, và giá trị cổ phiếu của họ đã giảm 85% kể từ khi tiếp quản Elop của. [ Ngày 03 tháng 9 năm 2013, nó đã được thông báo rằng Microsoft đã đồng ý mua điện thoại và các thiết bị kinh doanh điện thoại di động Nokia của 5,4 tỷ euro ($ 7.2bn; £ 4.6bn) và rằng Elop sẽ đứng xuống như Giám đốc điều hành của Nokia để trở thành Phó Tổng thống của thiết bị & Dịch vụ đơn vị kinh doanh của Microsoft. Kết quả là, Nokia cuối cùng sẽ trở thành Microsoft Mobile vào tháng 4 năm 2014. Vào ngày 17 tháng 6 năm 2015 Elop rời Microsoft. Theo Công ty CEO, Satya Nadella, "Stephen và tôi đã đồng ý rằng bây giờ là thời điểm thích hợp để ông nghỉ hưu từ Microsoft,".